# The Last Resort (chanson des Eagles)
Pour les articles homonymes, voir Last Resort.
Singles de Eagles
Hotel California
(1976) Please Come Home for Chrismas
(1978)
The Last Resort est une chanson du groupe Eagles. Elle ferme leur album Hotel California sorti en 1976. Elle est sortie en tant que Face B sur le single de Life in the Fast Lane paru le 3 mai 1977.
"The Last Resort" est une chanson écrite par Don Henley et Glenn Frey, qui décrit l’inévitable destruction la beauté de la nature par l'industrie et le commerce. Elle est d’abord sortie sur l'album Hotel California des Eagles le 8 décembre 1976, puis sur la face B du 45 tours "Life in the Fast Lane" le 3 mai 1977.
Dans une interview de 1978 avec Rolling Stone, Henley a déclaré : "'The Last Resort', sur Hotel California, est toujours l'une de mes chansons préférées... C'est parce que je me soucie plus de l'environnement que d'écrire des chansons sur la drogue, les relations amoureuses ou les excès de toute sorte. L'essentiel de la chanson est que lorsque nous trouvons quelque chose de bien, nous le détruisons par notre présence - par le fait même que l'homme est le seul animal sur terre capable de détruire son environnement. L'environnement est la raison pour laquelle je me suis lancé en politique : pour essayer de faire quelque chose contre la destruction complète de la plupart des ressources qui nous restent. Nous avons hypothéqué notre avenir pour le gain et la cupidité."

## Composition
Dans un épisode de In the Studio with Redbeard (qui a consacré un épisode entier à la réalisation de Hotel California), Frey a déclaré :
« La chanson "The Last Resort" doit surtout à Don Henley. C'était la première fois que Don, de lui-même, prenait sur lui d'écrire une histoire épique. À cette époque, nous étions très préoccupés par l'environnement et nous faisions des concerts de charité contre le nucléaire. Cela semblait être le moyen idéal de conclure tous les différents sujets que nous avions explorés sur l'album Hotel California. Don s'est retrouvé en tant que parolier avec cette chanson, il s'est en quelque sorte surpassé... Nous sommes constamment en train de bousiller le paradis et c'était le but de la chanson, et à un moment donné, il n'y aura plus de nouvelles frontières. Je veux dire que nous mettons des déchets, des ordures dans l'espace maintenant. Il y a assez de déchets flottant autour de la planète que nous ne pouvons même pas utiliser, donc cela semble être notre façon de faire. C'est malheureux mais c'est un peu ce qui se passe.
Frey a fait référence à la chanson comme étant « l'opus de Henley ». 
Henley se souvient qu'il avait lu à propos du « viol et du pillage de l'Ouest par les intérêts miniers, forestiers, pétroliers et de bétail » à l'époque où il a écrit la chanson. Il a déclaré qu'il voulait étendre encore plus la portée de la chanson, et donc il a « essayé de faire comme Michener », mais n'a jamais été totalement satisfait du résultat.

## Enregistrement
Le groupe a enregistré « The Last Resort » aux Criteria Studios à Miami, en Floride. Cependant, Black Sabbath enregistrait également Technical Ecstasy dans un studio adjacent et jouait fort. Eagles a dû réenregistrer la chanson plusieurs fois en raison du bruit qui traversait le mur.

## Réception critique
Le critique musical Dave Thompson considère qu'il s'agit d'une mise à jour de « Big Yellow Taxi » de Joni Mitchell, mais dit qu'elle est « encore plus lasse et désespérée ». Thompson considère la phrase « Certains hommes riches sont venus et ont violé la terre. Personne ne les a attrapés » comme une critique de l'économie de marché libre. Le critique William Ruhlmann a dit de cette chanson qu'elle « esquisse une histoire large et pessimiste de l'Amérique qui confine au nihilisme ». L'auteur James Perone dit qu'elle relie « toutes les chansons précédentes [de Hotel California] ensemble dans cette réflexion finale sur le côté sombre de la vie en Californie ». Il note, par exemple, comment les paroles de la chanson contrastent la beauté du désert californien avec les maisons de banlieue laides et progressent finalement vers une critique du concept de destinée manifeste, sur lequel l'expansion américaine en Californie était partiellement basée. Il considère que les paroles clés sont la phrase « Ils ont appelé [cela] le paradis ; je ne sais pas pourquoi », notant l'accent qui lui est donné par la résignation de la voix de Henley et par la mélodie descendante. Perone critique l'utilisation du synthétiseur sur la chanson au lieu de véritables instruments à cordes, ce qui, selon lui, semble artificiel. Pour le biographe des Eagles, Marc Eliot, « The Last Resort » raconte « l'histoire de l'autodestruction et de la décadence physique d'une nation racontée comme une métaphore de l'épuisement créatif personnel ». En 2016, les rédacteurs de Rolling Stone ont classé « The Last Resort » comme la 27e meilleure chanson des Eagles. Sterling Whitaker, critique d'Ultimate Classic Rock, l'a classée comme la chanson la plus sous-estimée des Eagles, la qualifiant de « morceau épique qui présentait le monde entier comme une station balnéaire détruite par les machinations avides, égoïstes et à courte vue de la race humaine » avec « un arrangement pop séduisant ».

## Musiciens
- Don Henley - chant principal, batterie, synthétiseur
- Glenn Frey - piano, guitare acoustique, chœurs
- Joe Walsh - guitare électrique, synthétiseur, chœurs
- Don Felder - guitare pedal steel, guitare électrique, chœurs
- Randy Meisner - basse, chœurs

## Performances en direct
"The Last Resort" a été joué en direct lors des concerts de Hell Freezes Over en 1994. Fin 2021, Eagles aura interprété cette chanson 88 fois, dont 41 fois en 2022 et 23 fois en 2021. Don Henley a interprété "The Last Resort" en direct lors de 59 concerts solo, dont la plupart en 2016 et 2017.